# 1515 az irodalomban

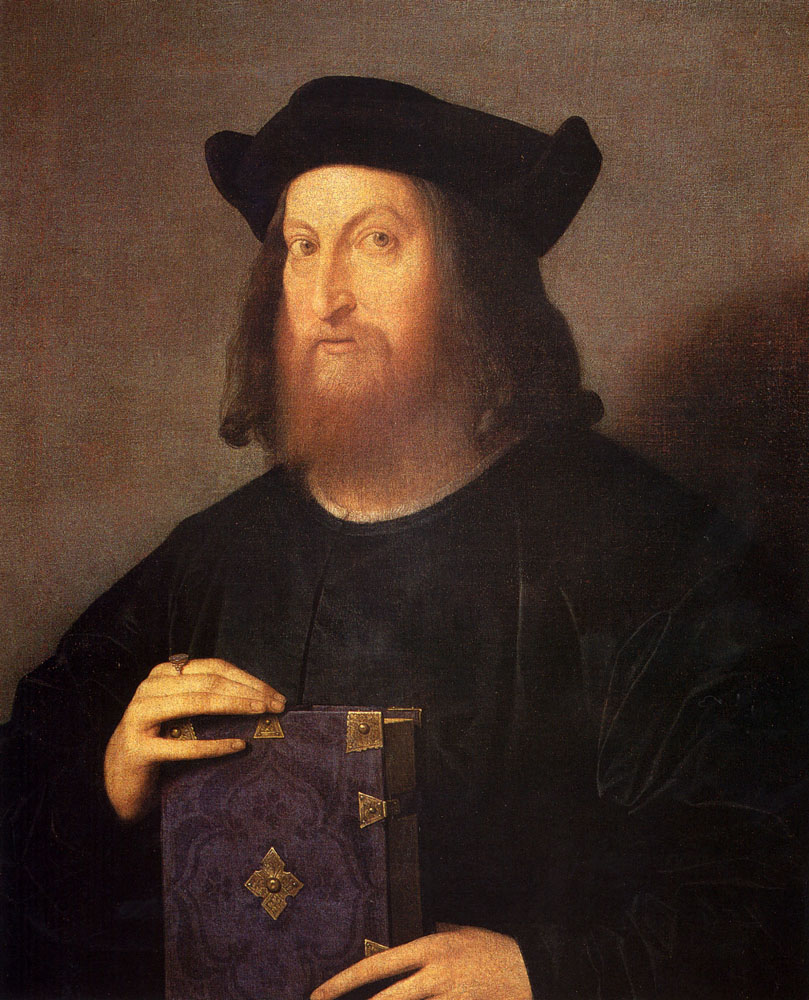
Gian Giorgio Trissino

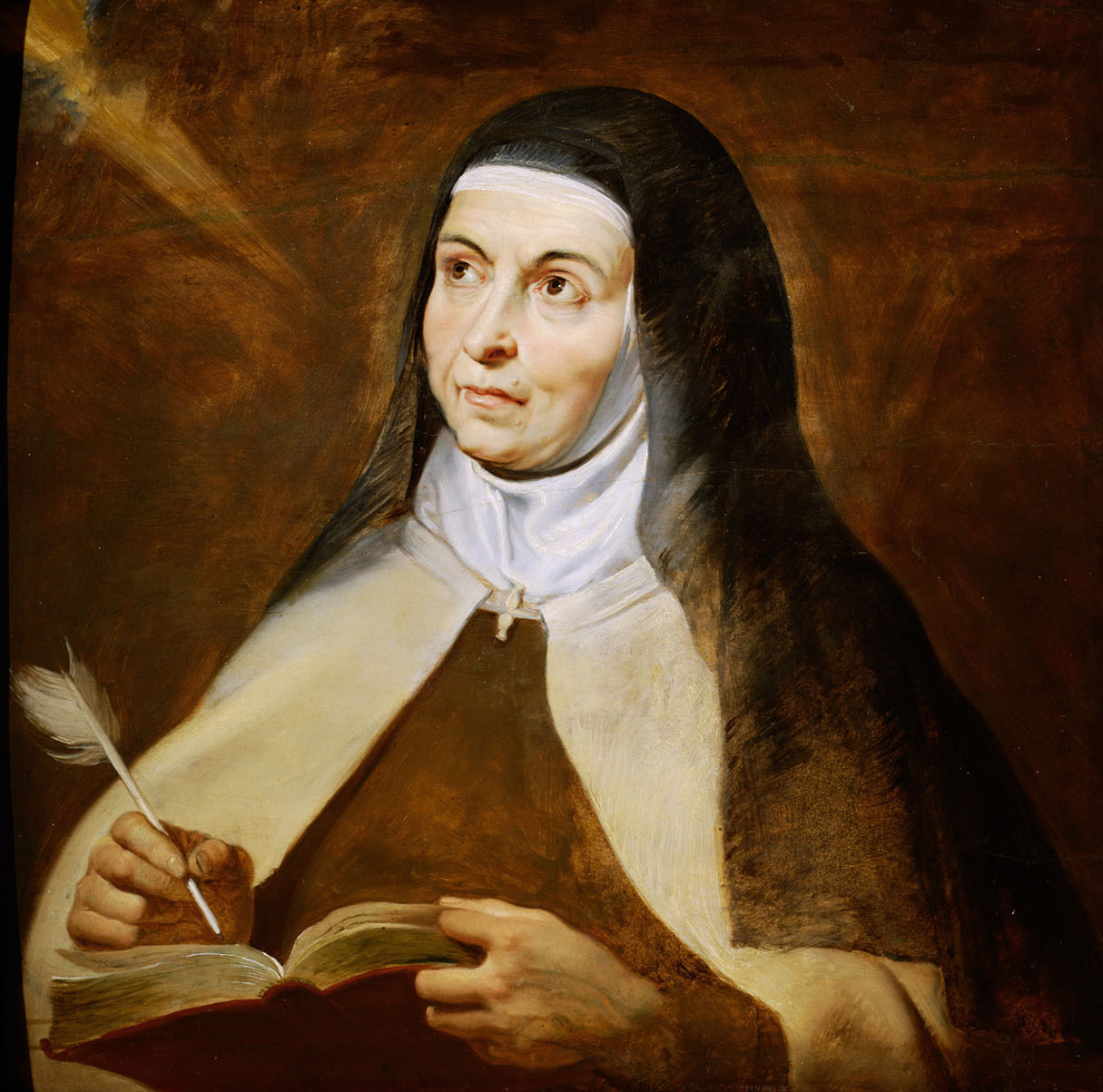
Ávilai Szent Teréz

Az 1515. év az irodalomban.

## Új művek
- Gian Giorgio Trissino itáliai reneszánsz humanista elkészíti Sophonisba című tragédiáját; valószínűleg ez az első újkori, antik szabályok szerint megírt dráma. Nyomtatásban először 1524-ben jelent meg.

## Születések
- március 28. – Ávilai Szent Teréz római katolikus szent, költő († 1582)
- 1515 – Brne Karnarutić horvát (zárai) reneszánsz költő, elbeszélő költeményt írt a szigetvári csatáról († 1573)

## Halálozások
- február 6. – Aldus Manutius itáliai (velencei) humanista, nyomdász és kiadó (* 1449)